# Саратовский район
Сара́товский райо́н — бывшая административно-территориальная единица (район) в Саратовской области России. Создана 23 июля 1928 года. Преобразована 1 января 2022 года в административный район, наименованный 13 мая 2022 года как Гагаринский район. В последний, в отличие от прежнего Саратовского района, не входят земли вне населённых пунктов 4 бывших муниципальных образований (Багаевское, Рыбушанское, Синеньское и Красный Текстильщик), эти земли (без населённых пунктов) были включены в черту города Саратова.
Административный центр — город Саратов (не входил в состав района).
С 1 января 2005 до 1 января 2022 гг. в границах района в рамках организации местного самоуправления функционировало муниципальное образование Саратовский муниципальный район.
К 1 января 2022 года все населённые пункты бывшего района включены в городской округ города Саратова, при этом не входя в черту города Саратова.

## География
Саратовский район — пригородный район областного центра, расположен был на правом берегу Волги, охватывая полукольцом город Саратов. Находится на Приволжской возвышенности, плато и склоны которой покрыты лесом.
Граничил на юге с Красноармейским, на севере — с Воскресенским и Новобурасским, на западе — с Татищевским и Лысогорским районами, а на востоке (через Волгу) — с Энгельсским и Марксовским районами.
Протяжённость автодорог общего пользования с твёрдым покрытием — 323,7 км.
Основными реками на территории района являются: Волга, а также Березина, Горючка, Грязнуха, Гусёлка 1-я, 2-я, Елшанка, Карамыш, Курдюм, Латрык, Назаровка, Разбойщина, Сосновка, Черниха.

## История
Район был образован 23 июля 1928 года в составе Саратовского округа Нижне-Волжского края. В его состав вошла часть территории бывшего Саратовского уезда Саратовской губернии.
С 1934 года район в составе Саратовского края, с 1936 года — в Саратовской области.
С 1937 по 1957 год район назывался Ворошиловский в честь К. Е. Ворошилова.
19 мая 1960 года к Саратовскому району были присоединены части территорий упразднённых Воскресенского и Широко-Карамышского районов.
Преобразование в административный район
С 1 января 2022 года район был преобразован в новую административно-территориальную единицу со статусом административного района.
13 мая 2022 года Председатель Правительства Российской Федерации Михаил Мишустин подписал распоряжение о присвоении административному району наименования Гагаринский.

## Население
| 1939    | 1959    | 1970    | 1979    | 1989    | 2002    | 2009    |
| ------- | ------- | ------- | ------- | ------- | ------- | ------- |
| 25 689  | ↗28 479 | ↗54 590 | ↘51 768 | ↘45 252 | ↗46 233 | ↗47 175 |
| 2010    | 2011    | 2012    | 2013    | 2014    | 2015    | 2016    |
| ↗48 105 | ↘48 086 | ↗48 558 | ↗49 117 | ↗49 683 | ↗49 955 | ↗50 381 |
| 2017    | 2018    | 2019    | 2020    | 2021    |         |         |
| ↗50 632 | ↘50 319 | ↘49 833 | ↗49 892 | ↘39 034 |         |         |

### Урбанизация
Городское население (рабочие посёлки Красный Октябрь и Соколовый) составляет  22,01 % от всего населения района.

## Территориальное устройство

Территориальное деление Саратовского района до 2004 года

Территориальное деление Саратовского района 2004—2020 гг.

Отделение территорий (выделены светло-оранжевым) от Саратовского района к городскому округу г. Саратова к середине 2021 года

В Саратовский район до 2004 года входили 18 административных округов, изображённых на карте:
- Александровский округ (центр округа — п. Тепличный)
- Багаевский округ (центр округа — п. Багаевка)
- Вольновский округ (центр округа — с. Шевырёвка)
- Дубковский округ (центр округа — п. Дубки)
- Ивановский округ[36] (центр округа — п. Тепличный)
- Клещёвский округ (центр округа — с. Клещёвка)
- Краснооктябрьский округ (центр округа — р.п. Красный Октябрь)
- Краснотекстильщиковский округ (центр округа — р.п. Красный Текстильщик)
- Михайловский округ (центр округа — с. Михайловка)
- Поповский округ (центр округа — с. Поповка)
- Расковский округ (центр округа — п. Расково)
- Рыбушанский округ (центр округа — с. Рыбушка)
- Сабуровский округ (центр округа — с. Сабуровка)
- Сергиевский округ (центр округа — п. Сергиевский)
- Синенькский округ (центр округа — с. Синенькие)
- Соколовский округ (центр округа — р.п. Соколовый)
- Сосновский округ (центр округа — с. Сосновка)
- Усть-Курдюмский округ (центр округа — с. Усть-Курдюм)

К 1 января 2005 года в Саратовском муниципальном районе в рамках организации местного самоуправления были образованы 12 муниципальных образований, в том числе 3 городских поселения и 9 сельских поселений.
В феврале 2012 года статус муниципального образования Красный Текстильщик изменён с городского поселения на сельское поселение.
Перед преобразованиями декабря 2020 года — декабря 2021 гг. в Саратовский муниципальный район входили 12 муниципальных образований, в том числе 2 городских и 10 сельских поселений:
| №        | Муниципальное образование                     | Административный центр          | Количество населённых пунктов | Население | Площадь, км2 |
| -------- | --------------------------------------------- | ------------------------------- | ----------------------------- | --------- | ------------ |
| 1e-06    | Городские поселения:                          |                                 |                               |           |              |
| 1        | Краснооктябрьское муниципальное образование   | рабочий посёлок Красный Октябрь | 1                             | ↗3656     | 17,70        |
| 2        | Соколовское муниципальное образование         | рабочий посёлок Соколовый       | 1                             | 6279      | 57,80        |
| 2.000002 | Сельские поселения:                           |                                 |                               |           |              |
| 3        | Александровское муниципальное образование     | посёлок Тепличный               | 9                             | ↗7070     | 83,40        |
| 4        | Багаевское муниципальное образование          | село Багаевка                   | 5                             | ↘3024     | 77,63        |
| 5        | Вольновское муниципальное образование         | село Шевыревка                  | 8                             | ↗4417     | 176,00       |
| 6        | Дубковское муниципальное образование          | посёлок Дубки                   | 7                             | ↘6135     | 244,91       |
| 7        | муниципальное образование Красный Текстильщик | посёлок Красный Текстильщик     | 2                             | ↘3193     | 5,23         |
| 8        | Михайловское муниципальное образование        | село Михайловка                 | 18                            | ↗4837     | 389,20       |
| 9        | Расковское муниципальное образование          | посёлок Расково                 | 6                             | ↗3538     | 114,50       |
| 10       | Рыбушанское муниципальное образование         | село Рыбушка                    | 8                             | ↘2627     | 379,24       |
| 11       | Синеньское муниципальное образование          | село Синенькие                  | 9                             | ↗2837     | 299,58       |
| 12       | Усть-Курдюмское муниципальное образование     | село Усть-Курдюм                | 5                             | ↗4445     | 106,14       |

Законом Саратовской области от 15 декабря 2020 года, Багаевское муниципальное образование и муниципальное образование Красный Текстильщик упразднены, а входившие в их состав населённые пункты к 1 января 2021 года переданы в состав городского округа город Саратов.
Законом Саратовской области от 2 апреля 2021 года, Рыбушанское и Синеньское муниципальные образования упразднены, а входившие в их состав населённые пункты к концу апреля 2021 года переданы в состав городского округа город Саратов.
Законом Саратовской области от 25 ноября 2021 года муниципальный район и все входящие в его состав городские и сельские поселения были упразднены к 1 января 2022 года и объединены с городским округом город Саратов.

## Населённые пункты
В Саратовском районе на конец 2020 года 79 населённых пунктов, в том числе 2 городских (рабочих посёлка) и 77 сельских:
| №  | Населённый пункт                         | Тип             | Население | Бывшее муниципальное образование |
| -- | ---------------------------------------- | --------------- | --------- | -------------------------------- |
| 1  | Авдеевка                                 | деревня         | →0        | Александровское                  |
| 2  | Александровка                            | село            | ↗1914     | Александровское                  |
| 3  | Атамановка                               | хутор           | 25        | Расковское                       |
| 4  | Бабановка                                | село            | 0         | Синеньское                       |
| 5  | Багаевка                                 | село            | ↘1539     | Багаевское                       |
| 6  | Бартоломеевский                          | хутор           | ↗267      | Расковское                       |
| 7  | Беленький                                | посёлок         | ↘36       | Красный Текстильщик              |
| 8  | Березина Речка                           | село            | ↗1105     | Александровское                  |
| 9  | Боковка                                  | село            | 39        | Вольновское                      |
| 10 | Бурки                                    | ж.д. станция    | 16        | Михайловское                     |
| 11 | Буркин Буерак                            | деревня         | 46        | Михайловское                     |
| 12 | Быковка                                  | деревня         | 42        | Рыбушанское                      |
| 13 | Верхний Курдюм                           | село            | ↗228      | Михайловское                     |
| 14 | Власовский                               | посёлок         | 6         | Михайловское                     |
| 15 | Власовский                               | ж.д. станция    | 8         | Михайловское                     |
| 16 | Водник                                   | посёлок         | ↘373      | Александровское                  |
| 17 | Вольновка                                | посёлок         | ↘343      | Вольновское                      |
| 18 | Вязовка                                  | посёлок         | 34        | Вольновское                      |
| 19 | Вязовка                                  | деревня         | 2         | Михайловское                     |
| 20 | Горючка                                  | ж.д. разъезд    | 17        | Синеньское                       |
| 21 | Готовицкий                               | посёлок         | 5         | Дубковское                       |
| 22 | Долгий Буерак                            | деревня         | ↗238      | Усть-Курдюмское                  |
| 23 | Дубки                                    | посёлок         | ↗4596     | Дубковское                       |
| 24 | Еремеевка                                | село            | ↗42       | Александровское                  |
| 25 | Есеевка                                  | деревня         | 16        | Синеньское                       |
| 26 | Злобовка                                 | деревня         | 2         | Михайловское                     |
| 27 | Зоринский                                | ж.д. разъезд    |           | Расковское                       |
| 28 | Зоринский                                | посёлок         | ↗579      | Расковское                       |
| 29 | Ивановский                               | посёлок         | ↘778      | Михайловское                     |
| 30 | Калашников                               | деревня         | ↗122      | Александровское                  |
| 31 | Клещевка                                 | село            | ↘1038     | Дубковское                       |
| 32 | Козлаковка                               | деревня         | 16        | Михайловское                     |
| 33 | Козловка                                 | деревня         | 58        | Вольновское                      |
| 34 | Кокурино                                 | деревня         | ↗192      | Александровское                  |
| 35 | Колотов Буерак                           | село            | ↗101      | Михайловское                     |
| 36 | Константиновка                           | село            | ↗346      | Михайловское                     |
| 37 | Красный Октябрь                          | посёлок         | 14        | Рыбушанское                      |
| 38 | Красный Октябрь                          | рабочий посёлок | ↗3656     | Краснооктябрьское                |
| 39 | Красный Текстильщик                      | посёлок         | ↗3431     | Красный Текстильщик              |
| 40 | Крутец                                   | деревня         | 9         | Синеньское                       |
| 41 | Малая Рыбка                              | село            | 0         | Рыбушанское                      |
| 42 | Малая Скатовка                           | хутор           | ↗553      | Расковское                       |
| 43 | Махино                                   | деревня         | 16        | Рыбушанское                      |
| 44 | Маяк                                     | хутор           | 46        | Михайловское                     |
| 45 | Мергичевка                               | деревня         | 67        | Усть-Курдюмское                  |
| 46 | Михайловка                               | село            | ↗1015     | Михайловское                     |
| 47 | Новая Липовка                            | деревня         | ↘191      | Дубковское                       |
| 48 | Новоалександровка                        | деревня         | 17        | Михайловское                     |
| 49 | Новогусельский                           | посёлок         | ↗382      | Усть-Курдюмское                  |
| 50 | Песчаный Умет                            | село            | 51        | Михайловское                     |
| 51 | Поповка                                  | село            | ↗989      | Рыбушанское                      |
| 52 | Пристанное                               | село            | ↗437      | Усть-Курдюмское                  |
| 53 | Пудовкино                                | село            | ↘143      | Синеньское                       |
| 54 | Расково                                  | посёлок         | ↗1978     | Расковское                       |
| 55 | Расловка                                 | деревня         | 16        | Вольновское                      |
| 56 | Расловка 1-я                             | село            | ↗106      | Дубковское                       |
| 57 | Рейник                                   | посёлок         | ↗885      | Александровское                  |
| 58 | Рыбушка                                  | село            | ↘1283     | Рыбушанское                      |
| 59 | Сабуровка                                | село            | ↗427      | Вольновское                      |
| 60 | Сбродовка                                | деревня         | ↗151      | Рыбушанское                      |
| 61 | Свинцовка                                | село            | ↗246      | Дубковское                       |
| 62 | Сельхозтехника                           | посёлок         | →341      | Багаевское                       |
| 63 | Сергиевский                              | посёлок         | ↗1387     | Синеньское                       |
| 64 | Синенькие                                | село            | ↘1187     | Синеньское                       |
| 65 | Соколовый                                | рабочий посёлок | ↘4937     | Соколовское                      |
| 66 | Сосновка                                 | село            | ↗735      | Михайловское                     |
| 67 | Тарханы                                  | ж.д. станция    | ↘1971     | Вольновское                      |
| 68 | Тепличный                                | посёлок         | ↗2063     | Александровское                  |
| 69 | Трещиха                                  | деревня         | 41        | Багаевское                       |
| 70 | Усть-Курдюм                              | село            | ↗1898     | Усть-Курдюмское                  |
| 71 | Ферма                                    | хутор           | 21        | Дубковское                       |
| 72 | Формосово                                | деревня         | 11        | Синеньское                       |
| 73 | Хмелевка                                 | посёлок         | ↗349      | Багаевское                       |
| 74 | Хмелевский                               | посёлок         | ↗703      | Багаевское                       |
| 75 | Центральная усадьба свх «15 лет Октября» | посёлок         | ↘364      | Рыбушанское                      |
| 76 | Шевыревка                                | село            | ↗1124     | Вольновское                      |
| 77 | Широкий Буерак                           | село            | ↘151      | Синеньское                       |
| 78 | Юрловка                                  | деревня         | ↘464      | Михайловское                     |
| 79 | Юрьевка                                  | деревня         | ↘124      | Михайловское                     |

## Экономика
В районе разрабатываются месторождения нефти, газа, строительных материалов.
Район сельскохозяйственный, птицеводство (имеется несколько птицефабрик), выращиваются овощи, фрукты, подсолнечник, зерновые, некогда развитое животноводство района находится в разрушенном состоянии, полностью разрушена инфраструктура, фермы, хранилища, парки, МТС и прочие сооружения промышленного животноводства с. Синенькие, с. Сергиевское, с. Поповка, с. Багаевка, с. Ивановский и других. В состоянии разрухи находится ремонтное предприятие сельскохозяйственной техники Багаевская СХТ.
Действует ряд промышленных предприятий, завод железобетонных изделий и элеватор в Тарханах, на территории которого сейчас изготавливается картон, кирпичный завод в Александровке, также запущен новый кирпичный завод ГРАС в этом селе. Также, до 2006 года в Тарханах действовала табачная фабрика. Текстильная фабрика в Красном Текстильщике закрыта и в настоящее время не действует. Рабочие уволены.

## Транспорт

Пригородные электропоезда Саратовского района

На территории Саратовского района находится 2 автодорожных и 1 железнодорожный мост через Волгу:
- Саратовский мост соединяет между собой города Саратов и Энгельс. Его длина 2825,8 метров. На момент постройки (1965 год) — самый длинный мост в Европе.
- Пристанский мост находится в районе села Пристанное Саратовского района и соединяет его с селом Шумейка Энгельсского района. Открыт в 2009 году. Длина основного пролёта моста — 1228 метров, общая длина с подъездными сооружениями — 12 760 метров.
- Саратовский железнодорожный мост соединяет посёлок Увек на территории Саратова с посёлком городского типа Приволжский. Открыт в 1935 году. Общая длина 1850 метров.

По территории района проходят 3 федеральные трассы Р228 («Сызрань—Саратов—Волгоград»), А144 («Саратов—Воронеж — Курск») - после 31.12.2017 А144 переименована в Р 298 и Р158 («Саратов—Пенза—Нижний Новгород») (291,9 км по району) и одна дорога областного значения Р234 (Песчано-Умётское шоссе) (21,9 км по району).
Действуют железнодорожные ветки «Саратов—Москва», «Саратов—Казань» и «Саратов—Волгоград».

### Пассажирский транспорт
Автобусы:

Автобусные маршруты Саратовского района

- 217 Стадион «Волга» (Саратов) — Александровка
- 218 Стадион «Волга» (Саратов) — СЗСМ
- 222 Ул. Радищева (Саратов) — Дачи СГУ
- 223 Колхозная пл. (Саратов) — Дубки
- 223т Пл. Ленина (Саратов) — Дубки
- 224 Стадион «Волга» (Саратов) — Трещиха
- 225 Колхозная пл. (Саратов) — Красный Октябрь
- 226 Автовокзал/Стадион «Волга» (Саратов) — Красный Текстильщик
- 229 Пл. Ленина (Саратов) — Расково
- 230 Сокурский тракт (Саратов) — Латухино
- 232 Колхозная пл. (Саратов) — Михайловка
- 236 Ул. Радищева (Саратов) — Волжские Дали — Пристанное
- 238 Колхозная пл. (Саратов) — Свинцовка
- 238к Колхозная пл. (Саратов) — Клещёвка (отменён)
- 239 Пл. Ленина (Саратов) — пос. Соколовый
- 240 Ул. Радищева (Саратов) — Тубраза «Сокол»
- 242к Колхозная пл. (Саратов) — Сторожёвка
- 243 Ул. Радищева (Саратов) — Усть-Курдюм
- 245 Колхозная пл. (Саратов) — Шевырёвка
- 283 Автовокзал (Саратов) — Синенькие
- 285 Автовокзал (Саратов) — Рыбушка — 15 лет Октября
- 291 Пл. Ленина (Саратов) — Сбродовка
- 299 Стадион «Волга» (Саратов) — Широкий Буерак
- 329 Колхозная пл. (Саратов) — Зоринский
- 330 Колхозная пл. (Саратов) — Сосновка — Сафаровка — Юрловка
- 348 Пл. Ленина (Саратов) — Скатовка
- 358 Колхозная пл. (Саратов) — Сабуровка
- 383 Стадион «Волга» (Саратов) — Сосновка
- 389 Колхозная пл. (Саратов) — Михайловка
- 391 Ул. Радищева (Саратов) — Долгий Буерак
- 419 Стадион «Волга» (Саратов) — Сафаровка

## Средства массовой информации
В районе выходит газета «Большая Волга», являющаяся официальным органом Саратовского муниципального района. У газеты есть сайт в сети Интернет — «Большая Волга».

## Достопримечательности
Достопримечательностью района является Злобовский лес (рядом с деревней Злобовка) — вблизи трассы на Воронеж. В лесу (ныне ботанический заказник) произрастает более 50 видов экзотических деревьев и кустарников из Северной Америки, Европы, Кавказа, Крыма и других регионов мира.
Около села Клещевка на реке Елшанка находится Клещёвский пруд, один из самых крупных прудов района. У села Усть-Курдюм находится место проведения традиционного летнего татарского праздника «Сабантуй».